# آنه علی تپه
آنه علی تپه مربوط به دوران پیش از تاریخ ایران باستان است و در شهرستان آق قلا، بخش مرکزی، روستای قلا جیق واقع شده و این اثر در تاریخ ۱۰ خرداد ۱۳۸۲ با شمارهٔ ثبت ۸۸۴۰ به‌عنوان یکی از آثار ملی ایران به ثبت رسیده است.